# Joazaf (Owsiannikow)
Joazaf, imię świeckie Wasilij Siemionowicz Owsiannikow (ur. 19 grudnia 1903?/1 stycznia 1904 w Biełgorodzie, zm. 2 kwietnia 1982 w Rostowie nad Donem) – rosyjski biskup prawosławny.

## Życiorys
W wieku sześciu lat stracił oboje rodziców i został wychowany przez niespokrewnioną z nim, głęboko wierzącą kobietę. Po ukończeniu siedmioletniej szkoły podstawowej wstąpił w 1931 do technikum kolejowego. Po dwóch latach przerwał jednak naukę. W 1937 złożył wieczyste śluby mnisze przed arcybiskupem charkowskim Aleksandrem. 14 stycznia 1943 przyjął święcenia diakońskie z rąk biskupa nowogródzko-baranowickiego Beniamina. Następnego dnia został wyświęcony na kapłana i skierowany do pracy duszpasterskiej w soborze Przemienienia Pańskiego w Charkowie. Od 1944 przebywał w ławrze Poczajowskiej, jeszcze w tym samym roku został przeniesiony do monasteru Objawienia Pańskiego w Krzemieńcu, zaś w 1950 mianowano go jego przełożonym. Rok później arcybiskup lwowski i tarnopolski Makary nadał mu godność igumena. W tym samym roku podjął w trybie zaocznym naukę w leningradzkim seminarium duchownym. Od 1953 służył w soborze w Połtawie, zaś od 1955 do 1959 – w soborze Zmartwychwstania Pańskiego we Frunze, następnie od 1959 do 1966 – w soborze Zaśnięcia Matki Bożej w Taszkencie. W 1964 otrzymał godność archimandryty. Dwa lata później ukończył studia w Leningradzkiej Akademii Duchownej i za pracę poświęconą biskupowi Biełgorodu Joazafowi otrzymał tytuł kandydata nauk teologicznych.
30 października 1966 w ławrze Troicko-Siergijewskiej miała miejsce jego chirotonia na biskupa permskiego i solikamskiego, w której jako konsekratorzy wzięli udział patriarcha moskiewski i całej Rusi Aleksy, metropolici kruticki i kołomieński Pimen, leningradzki i ładoski Nikodem, arcybiskupi talliński i estoński Aleksy, taszkencki i Azji Środkowej Gabriel, biskupi argentyński i południowoamerykański Nikodem, wołokołamski Pitirim, zarajski Juwenaliusz.
W 1973 przeniesiony na katedrę rostowską i nowoczerkaską, w 1977 otrzymał godność arcybiskupa. Wśród wiernych eparchii cieszył się znacznym autorytetem. Zmarł nagle w czasie odprawiania akafistu do Matki Bożej 2 kwietnia 1982. Został pochowany w pobliżu soboru w Rostowie.